# 周苛
周 苛（しゅう か、? - 紀元前204年）は、前漢初期の部将で沛の人。

## 略歴
従弟の周昌と共に秦の泗水郡の卒史であったが、劉邦が挙兵して泗水郡守、監を撃破すると、二人とも沛公劉邦に従い、周苛は随員となった。劉邦に従って秦を破り、劉邦が漢王になると最初の御史大夫となった。
高祖3年（紀元前204年）夏、劉邦が滎陽で項羽に包囲されると（滎陽の戦い）、劉邦は紀信を囮として脱出に成功。周苛は西魏王魏豹、樅公とともに滎陽を守備した。
項羽が紀信を焼き殺し、追い詰められた周苛は樅公に「魏豹がいつ反乱を起こすかわからない」と言い、ともに謀って魏豹を殺害した。秋8月のことである。
滎陽は一ヶ月ほどして陥落し、周苛らも捕らえられた。項羽は「私の将となれば上将軍に任じ封邑三万戸を与えよう」と誘ったが、周苛は「お前は早く漢に降伏せねば、今に捕虜になるであろう。お前など漢王の敵ではない」と罵倒したため、項羽は周苛を煮殺した。また樅公も処刑された。
劉邦は彼の従弟周昌を後任の御史大夫とした。天下統一後、劉邦は周苛の功に報い、周苛の子の周成を高景侯に封じた。しかし、彼は文帝の時代に謀反のために投獄されて死亡した。景帝の時代に周成の孫周應（周応）が縄侯として再興された。武帝の時代に、その子の周平は罪を得て、所領を没収された。宣帝の時代に周成の玄孫周賜が改めて縄侯に封じられたが、周賜には子がなくついに周苛の系統は途絶えた。

## 脚註
1. ↑  『史記』秦楚之際月表による。